# Kriminell motorcykelklubb

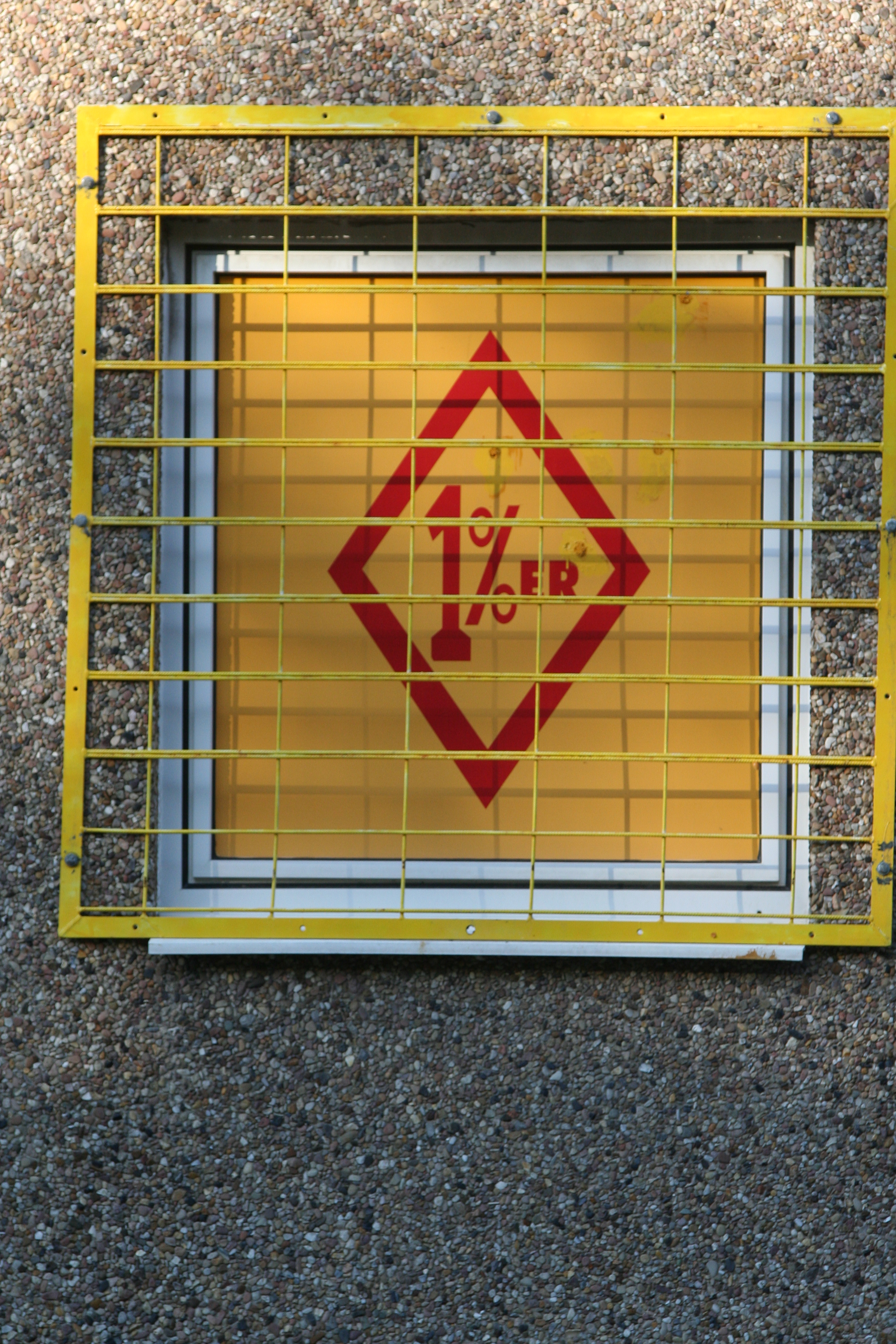
Skylt som indikerar att klubben ser sig som enprocentare på klubbhuset för Bandidos MC i Berlin.

Kriminell motorcykelklubb  eller kriminellt MC-gäng kallas en motorcykelklubb som enligt myndigheter bedöms i hög grad ha karaktär av kriminellt gäng vid sidan av den vanliga verksamheten. Medlemmarna i sådana klubbar kallar sig ofta själva för "one-percenters", enprocentare, ett uttryck som uppstod  1947 efter våldsamma bråk mellan bikers i USA, då det amerikanska motorcykelförbundet uttalade sig och sa att 99 procent av motorcyklisterna är laglydiga medborgare, och att det bara är en procent som ställer till med bråk. Bland de största "1%-klubbarna" i världen finns Hells Angels, Bandidos och Outlaws MC. I engelsktalande länder används beteckningen "Outlaw Motorcycle Gangs", som förkortas till OMG eller OMCG.
I Norden rådde 1994–1997 ett så kallat "MC-krig" mellan olika kriminella motorcykelklubbar, främst Bandidos och Hells Angels. Klubbarna själva brukar i regel förneka att deras organisationer är inblandande i kriminell verksamhet, det är enligt klubbarna enskilda medlemmar som begår brott på egen hand i dessa fall.

## Organisationsfrihet
De räknas i många länder som kriminella MC-klubbar. Det är dock i Sverige, på grund av den lagstadgade föreningsfriheten, förbjudet att klassa organisationer som kriminella; här ser man istället på individnivå.

## Organisation
De kriminella motorcykelklubbarna är i allmänhet mycket välorganiserade och lojaliteten mot klubben är mycket stor. Att inte "tjalla" på en kamrat i klubben anses vara en hederssak och kan i fall det ändå skulle inträffa få mycket allvarliga konsekvenser såsom hot, misshandel eller mord. Den som är medlem i ett kriminellt MC-gäng förväntas låta klubbens intressen gå före de egna. Att bära klubbens tatuering och skinnväst med klubbmärket är en självklarhet. 
Den som lämnar klubben måste ta bort sin tatuering, vilket i vissa fall sker med våld. Att lämna en klubb brukar vara svårt, ofta omöjligt, då ett medlemskap ibland anses vara livet ut. Att lämna en klubb i "bad standing" kan få allvarliga konsekvenser. De flesta MC-klubbar ser sig som brödraskap, inte kriminella organisationer. I varje fall är det den bilden man vill sprida utåt. 
Den starka sammanhållningen gör det svårt för polisen att undersöka klubbarnas verksamhet. De håller ihop mot alla fiender och tvekar inte att bruka våld. Däremot kan de vara mycket vänliga och generösa mot dem som inte vill dem något illa. Detta som en strategi för att vinna allmänhetens förtroende. Till exempel kan en "motorintresserad ungdom" få låna deras garage och verktyg när deras motorfordon behöver repareras. 
De kriminella motorcykelklubbarna brukar vara organiserade i nätverk, ofta världsomspännande som till exempel Hells Angels. Dock är varje klubb självständig. Varje klubb har en president som väljs av de andra medlemmarna. Medlemmarna väljs in personligen i klubben av de befintliga medlemmarna. Endast män kan vara medlemmar. Kvinnorna förväntas vara lojala sina män och stödja dem i deras verksamhet. Det brukar dessutom enbart vara tillåtet att köra motorcyklar av märket Harley-Davidson. 
För att bli medlem krävs att man först blir "supporter" sedan en så kallad hangaround. Därefter kan man bli provmedlem, så kallad prospect innan man slutligen eventuellt blir invald som permanent medlem. Det hela går således ut på att förtjäna de andras respekt och beundran, oftast genom att begå olika brott. Ofta är det så att hangarounds och prospects får göra "grovjobbet" och ta på sig skulden i fall något går snett, samtidigt som medlemmarna "kammar hem vinsten" och går fria. 
Ibland förekommer det att hela klubbar kan vara hangarounds och prospects till en annan klubb och då kan hela klubben tas upp som medlem i nätverket samtidigt. Detta är brukligt då man vill etablera sig på en ort där man saknar representation.
I fall någon medlem skulle hamna i fängelse eller dö förväntas de andra medlemmarna samla in pengar till dennes familj. Om någon medlem skulle dö förväntas det ibland att alla medlemmar i hela världen, om det är en världsomspännande organisation, som har möjlighet, att komma på dennes begravning.
Flera av motorcykelklubbarna omger sig också med stödgrupperingar under andra namn, som i vissa fall utgör en del av en pågående expansion med nya klubbar. Ofta skiljer man på supporterklubbar, som står högre i rang och kan ligga nära fullvärdigt medlemskap, och supportergäng, som står lägre i rang och ofta befolkas av yngre personer. I Sverige har Hells Angels supporterklubbar i form av Red Devils MC och supportergäng i form av Red & White Crew. Bandidos har supportklubbar i form av Diablos MC och Solidos MC och supportergäng i form av X-Team. Outlaws MC har supporterklubbar under namnet Rough Creed och supportergäng under namnet Black & White Crew.

## Verksamhet

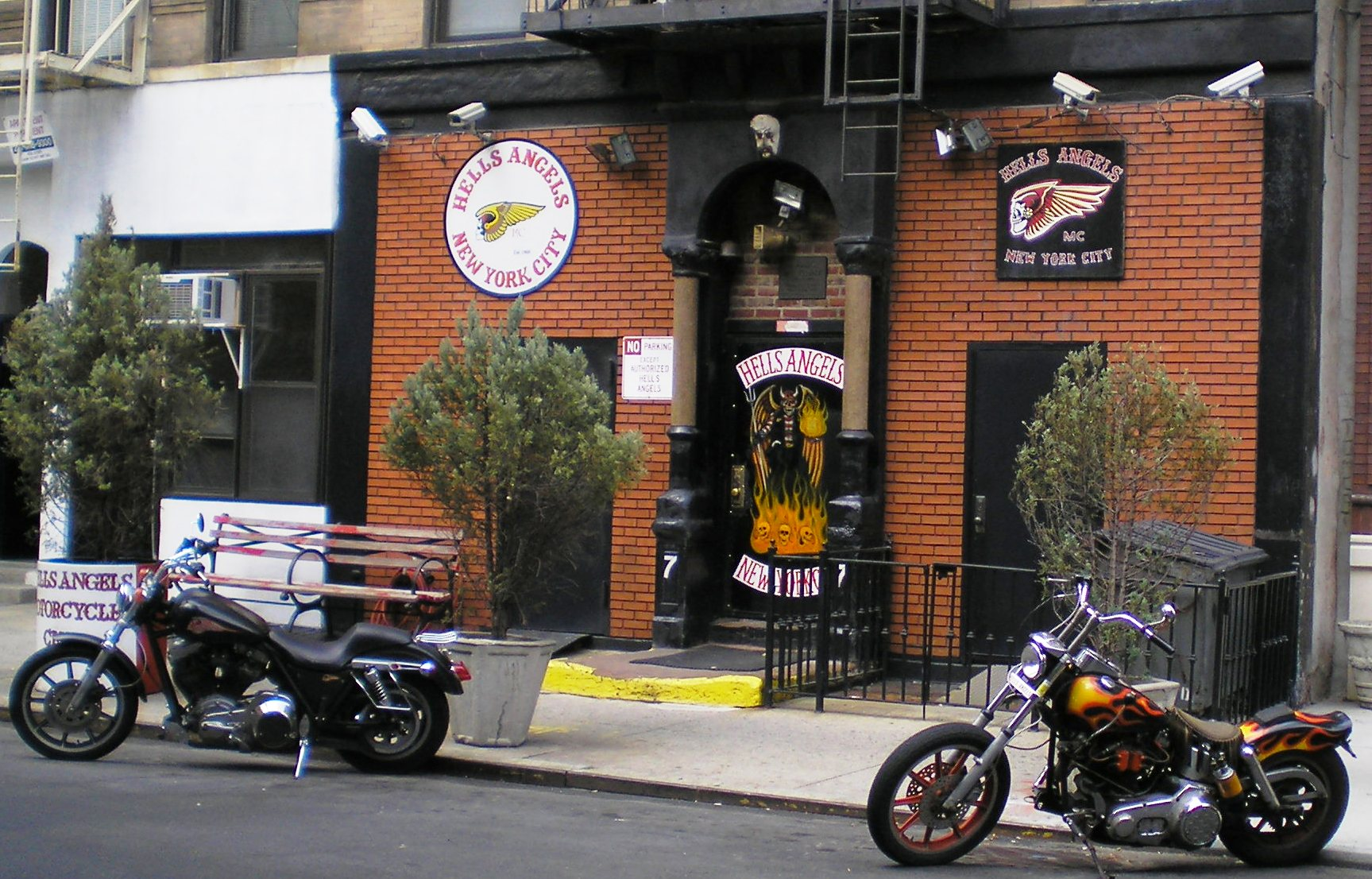
En av Hells Angels klubblokaler i New York.

Utåt försöker de kriminella motorcykelklubbarna att framstå enbart som vanliga motorcykelklubbar för män som gillar att köra motorcykel. Eventuell brottslighet begås enligt klubbarna av enskilda personer, inte av klubben. Polisen hävdar däremot att klubbarnas syften enbart är att begå brott. I Sverige bedriver ofta de enskilda medlemmarna egna företag. 
Dessa företag utnyttjas enligt polisen som täckmantel för kriminell verksamhet. I vissa fall förekommer det att organisationen äger företag som till exempel Hells Angels som driver ett antal affärskedjor i Sverige och övriga världen, däribland tatueringskedjan House of Pain Tattoo och piercingkedjan Feelgood Piercing. Affärskedjan Route 81 säljer kläder med Hells Angels-tryck där förtjänsterna går till familjer till klubbmedlemmar som avtjänar fängelsestraff då de inte kan ta hand om sina familjer. Men i allmänhet är det motorcykelåkandet och den kriminella verksamheten som dominerar.
Olika våldsbrott ingår som en del av "MC-kulturen" då konflikter med andra gäng och kriminella är vanliga. En typisk verksamhet för MC-gängen är utpressning, torped- och beskyddarverksamhet samt indrivning av skulder. Detta är ett resultat av att det är få som vågar protestera eller att vägra betala då gängen är kända för sin våldsamhet och brutalitet. De flesta betalar hellre än att råka illa ut. I de flesta fall är det privatpersoner och småföretagare som utsätts för dessa brott då polisen har svårt för att skydda dessa individer. En annan verksamhet som är vanlig är smuggling och illegal försäljning av tobak, alkoholdrycker och narkotika. Att bedriva svartklubb i klubblokalen är vanligt. Brott som skattebrott och bedrägerier och urkundsförfalskning förekommer men då främst som en konsekvens av den övriga brottsligheten.

## MC-klubbarna och rättsväsendet
Polisen och rättsväsendet har länge haft stora problem med de kriminella motorcykelklubbarna. Deras motvilja att samarbeta med polisen och det faktum att få vågar vittna mot dem på grund av hot och trakasserier har gjort att få personer blivit lagförda. I stället så har polisen inriktat sig mot att störa klubbarnas verksamhet på olika sätt. Ett sätt har varit att förhindra klubbarna att köpa eller hyra lokaler. Detta genom att samarbeta med, eller utöva påtryckningar mot fastighetsägarna med syfte att få dem att inte hyra ut eller sälja lokaler till dem. Man har ofta punktbevakning på medlemmarna vilket har försvårat deras verksamhet. I allmänhet så vet polisen vilka dessa individer är. Husrannsakningar mot klubblokaler och medlemmarnas bostäder är vanliga.